# Petanang Ulu
Petanang Ulu is een bestuurslaag in het regentschap Lubuklinggau van de provincie Zuid-Sumatra, Indonesië. Petanang Ulu telt 2500 inwoners (volkstelling 2010).